# Rhynchosciara grelleti
Rhynchosciara grelleti är en tvåvingeart som beskrevs av Breuer 1969. Rhynchosciara grelleti ingår i släktet Rhynchosciara och familjen sorgmyggor. Inga underarter finns listade i Catalogue of Life.